# Eugene Trubowitz
Eugene Bernard Trubowitz (* 1951) ist ein US-amerikanischer Mathematiker, der sich mit Analysis und mathematischer Physik beschäftigt.

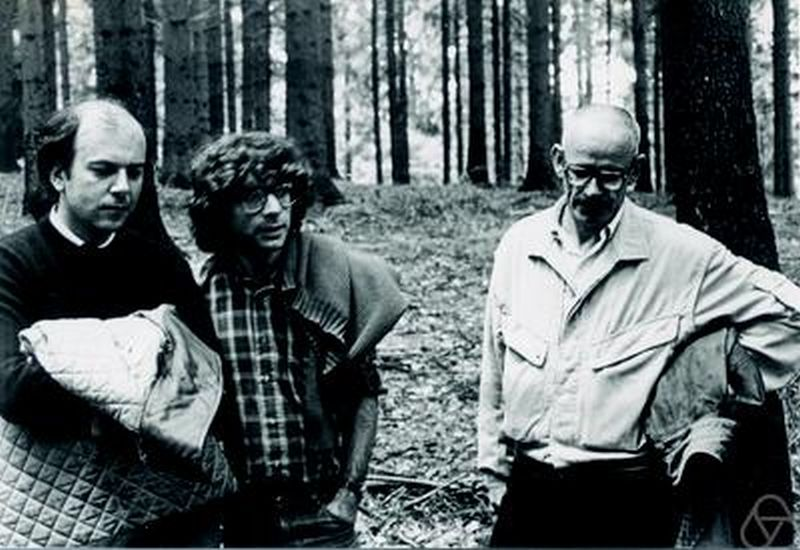
Eugene Trubowitz (Mitte) in Oberwolfach 1984, mit De Concini, Calogero

Trubowitz wurde 1977 bei Henry McKean an der New York University promoviert (The inverse problem for periodic potentials). 1979 wurde er Forschungsstipendiat der Alfred P. Sloan Foundation (Sloan Research Fellow). Er ist seit 1983 ordentlicher Professor für Mathematik an der ETH Zürich.
Trubowitz beschäftigt sich mit Streutheorie (teilweise mit Percy Deift, auch inverse Streutheorie), integrablen Systemen und ihrer Verbindung zur algebraischen Geometrie, mathematischer Theorie von Fermi-Flüssigkeiten in der statistischen Mechanik.
1994 war er Gastredner auf dem Internationalen Mathematikerkongress in Zürich (A rigorous (renormalization group) analysis of superconducting systems).

## Schriften
- mit Percy Deift: Inverse scattering on the line, Communications on pure and applied Mathematics, Bd. 32, 1979, S. 121–251
- mit Joel Feldman, Horst Knörrer: Riemann Surfaces of Infinite Genus, AMS (American Mathematical Society) 2003
- mit Feldman, Knörrer: Fermionic functional integrals and the renormalization group, AMS 2002
- mit David Gieseker, Knörrer: Geometry of algebraic Fermi curves, Academic Press 1992
- mit Jürgen Pöschel: Inverse spectral theory, Academic Press 1987